# سيروس (شبكة بين البنوك)
سيروس (مرسومة على هيئة ذواب) هي شبكة صراف آلية عالمية تابعة لماستر كارد، ومقرها موجود في مدينة بيرتشيس، نيويورك. تم إنشاؤها في عام 1982، وتقوم الشبكة بربط بطاقات ماستر كارد ومايسترو، الائتمانية والمسبقة الدفع، وبطاقات الصراف الآلي الخاصة بسيروس بشبكة عالمية تضم ملايين أجهزة الصراف الآلي.
قبل الاستحواذ عليها من قبل شركة ماستر كارد في عام 1987، كانت شركة سيروس ذ م م مملوكة من قبل بنك مونتريال وبنك ديترويت ونورويست بنك وباي بنك وفيرست انترستيت بنك وميلون بنك.
بشكل افتراضي، يتم ربط بطاقات مايسترو و ماستركارد بشبكة سيروس، وغالباً مايتم عرض جميع الشعارات الثلاثة مع بعضها البعض. تستخدم أجهزة الصراف الآلي الكندية والأمريكية والفنزويلية والتشيلية والسعودية هذه الشبكة بالإضافة إلى شبكاتها المحلية، وقد تبنت العديد من البنوك شبكة سيروس كشبكة دولية بين البنوك الخاصة بها، مع وجود شبكاتٍ محلية أخرى أو شبكة إي تي إم بلس المنافسة لسيروس (والمملوكة لشركة فيزا)، أو كليهما. في بلدان مثل الهند وبنجلاديش، تعمل شبكة سيروس أيضًا كشبكة محلية بين البنوك بالإضافة إلى كونها شبكة دولية.

## الشعار
تم تغيير شعار سيروس الأول، والذي تم الإعلان عنه منذ عام 1982 وحتى عام 1992، ليطابق الشعار الذي يمثل الشركات الفرعية الأخرى لشركة ماستر كارد، التي استحوذت على شركة مايسترو في عام 1987، والإستثناء الوحيد هو الاختلاف في لون الرمز. يمكن ملاحظة ذلك من خلال التغيير الذي حصل لشعار شركة ماستر كارد وفروعها في عام 2016، حيث تم تعديل جميع شعارات ماستر كادر ومايسترو وسيروس بشكل متساوٍ.

شعار سيروس الذي استعمل منذ عام 1996 وحتى عام 2016.